# Carfentanyl
Carfentanyl (auch Carfentanil) ist eine chemische Verbindung, die sich von dem Opioid Fentanyl ableitet. Die Substanz wurde 1974 erstmals von einer Chemikergruppe, darunter Paul Janssen, synthetisiert, welche für Janssen Pharmaceutica tätig war. Die Substanz wird im Gegensatz zu anderen Fentanyl-Derivaten nicht in der Humananästhesie eingesetzt, sondern nur in der Veterinäranästhesie (bis 2003 unter dem US-Handelsnamen Wildnil) zur Betäubung großer Wildtiere wie z. B. Löwen, Elche, Eisbären usw.
Wirksame Antidote sind Diprenorphin und Naloxon, mit denen die Narkose schnell wieder aufgehoben werden kann.
Einem Bericht der Associated Press zufolge wurde Carfentanyl in China legal hergestellt und trotz seiner tödlichen Wirkung online in alle Welt verkauft. Seit März 2017 steht es allerdings auch in China auf der Liste kontrollierter Substanzen, wodurch auch in China die unkontrollierte Herstellung illegal ist.
Carfentanyl wird mit den Todesfällen bei der Beendung der Geiselnahme im Moskauer Dubrowka-Theater in Zusammenhang gebracht.

## Eigenschaften
Carfentanyl gehört mit Fentanyl, Alfentanil, Sufentanil und Remifentanil chemisch zu der Gruppe der 4-Anilinopiperidin-Derivate. Zu letzteren zählen auch eine Reihe von sogenannten Designerdrogen.
Carfentanyl zeichnet sich durch eine große therapeutische Breite aus. Sein therapeutischer Quotient (therap. Index) beträgt etwa 10.000 (im Vergleich zu 700 bei Fentanyl). Obwohl Überdosierungen prinzipiell leichter zu vermeiden sind, ist die Gefahr für den Menschen extrem hoch, da bereits wenige Dutzend Mikrogramm tödlich wirken können. Eine sichere Handhabung ist deshalb in der Praxis kaum möglich. Für die vorgesehene Anwendung, beispielsweise in der Tiermedizin, muss die Substanz extrem stark verdünnt werden, um eine Dosierung überhaupt zu ermöglichen.
Die 4-Anilinopiperidin-Derivate sind sogenannte µ- oder OP3-Rezeptoragonisten (Opioidrezeptoren). Als Agonisten sind sie Liganden, die aufgrund ihrer sterischen Struktur an den µ- oder OP3-Rezeptor binden und einen Effekt auslösen.
Die schmerzstillende Wirksamkeit von Carfentanyl übersteigt die von Fentanyl erheblich und beträgt je nach Testmethode das 2.206-fache (Maus, Hot Plate, i.p.), 7.682–10.031-fache (Ratte, Tail Withdrawal, i.v.) bis zum 25.000-fachen (opioidabhängiger Affe) der Potenz des Morphins. Da mit Alfentanil und Sufentanil gut steuerbare hochwirksame Analgetika für die Anästhesie verfügbar waren und die Toxizität von Carfentanyl trotz der großen therapeutischen Breite verhältnismäßig hoch ist, fand die Substanz keine Verwendung in der Humanmedizin.
Carfentanyl wirkt unter analgetisch äquivalenten Dosen stärker hypnosedativ als Fentanyl. Die Schwellendosis von Carfentanyl beim Menschen, bei der erste Effekte wie Analgesie und Sedierung sichtbar werden, liegt im Bereich von etwa 1–2 Mikrogramm, als effektive Dosis können 8–15 Mikrogramm angesehen werden, höhere Dosen wirken stark sedierend und schlafinduzierend. Bei Dosen im Bereich von 50–100 Mikrogramm kommt es zum Bewusstseinsverlust.

## Anwendung zur Wildtierbetäubung
Carfentanyl wird vorwiegend zur Betäubung von Wildtieren, meist als Carfentanylcitrat, eingesetzt. Bei Wildziegen etwa bewirkte eine intramuskuläre Dosis von 40 μg/kg ein Einschlafen der Tiere nach 22 ± 4,3 Minuten; die Eliminationshalbwertszeit betrug 5,5 Stunden. Carfentanyl besitzt eine bei verschiedenen Tierarten unterschiedlich stark auftretende atemdepressive Wirkung. Sehr empfindlich sind Nashörner und Strauße. Bei der Narkose wird generell ein Zweitwirkstoff eingesetzt, um die notwendige Dosis zu verringern und der Atemdepression entgegenzuwirken.

## Anwendung als Droge
Carfentanyl hat im Zusammenhang mit der Opioidkrise in den USA als Straßendroge Verbreitung gefunden.

## Anwendung als Radiopharmakon
[11C]Carfentanyl wird in der Positronen-Emissions-Tomographie als Radiopharmakon zur Darstellung von μ-Opioidrezeptoren verwendet.

## Rechtsstatus
Carfentanyl ist (als Carfentanil) in der Bundesrepublik Deutschland in der Anlage 1 des Betäubungsmittelgesetzes aufgeführt und ist damit ein „nicht verkehrsfähiges Betäubungsmittel“; die Substanz fällt jedoch nicht unter die internationale Konvention über psychotrope Substanzen.
In Deutschland ist kein Tierarzneimittel auf der Basis von Carfentanyl zugelassen.